# Jonthonota
Jonthonota  (лат.) — род жуков щитоносок (Cassidini) из семейства листоедов. Северная Америка (США, Мексика, Коста-Рика). Клипеус горизонтальный. Края пронотума и надкрылий плоские. Коготки лапок простые. 
Голова горизонтальная, полностью покрыта пронотумом и не видна сверху; глаза на одной плоскости с ротовыми частями. Растительноядная группа, питаются растениями различных семейств, в том числе (Jonthonota nigripes), вьюнковыми (Convolvulaceae: Convolvulus sepium).
- Jonthonota mexicana (Champion, 1894) — Мексика, США
  - =Cassida mexicana
- Jonthonota nigripes (Olivier, 1790) — Коста-Рика, США
  - =Cassida nigripes